# Scopula tenera
Scopula tenera là một loài bướm đêm trong họ Geometridae.